# Pat Symonds
Patrick Bruce Reith Symonds (Inglaterra, 11 de junio de 1953), popularmente llamado Pat Symonds, es un director ejecutivo de ingeniería y comentarista británico.
Después de la escuela Gresham, Symonds trabajó en las categorías más pequeñas del mundo del motor, para después unirse al equipo de Fórmula 1 Toleman a principios de los años 1980. Conforme Toleman iba mejorando, ésta se convirtió en la escudería Benetton, que más adelante fue vendida a Renault y se transformó en el equipo Renault F1. Symonds permaneció en el equipo durante toda la transición.
Fue el ingeniero de la mayoría de los pilotos del equipo, incluso de Alessandro Nannini y Teo Fabi. También hizo una breve carrera en el abortado proyecto Reynard de introducirse en la Fórmula 1 con el entonces gran diseñador de Fórmula 1 Rory Byrne en 1991.
A mediados de los 90, fue el ingeniero en pista de Michael Schumacher en Benetton, a la vez que asumía el papel de jefe de recursos y desarrollo. Symonds permaneció en el equipo cuando Schumacher se marchó a Ferrari en 1996. Cuando Ross Brawn fue también convencido por el equipo italiano un año después, Symonds se convirtió en el nuevo director técnico del equipo.
Cuando Mike Gascoyne se unió a Benetton en 2001, Symonds fue ascendido a director ejecutivo del departamento de ingeniería, un puesto que todavía conservaba a pesar del traspaso del equipo a Renault en el 2002.
El 16 de septiembre de 2009, Renault F1 anuncia su dimisión y la de Flavio Briatore a consecuencia del escándalo desatado semanas antes por Nelson Piquet Jr, expiloto de la marca, en el cual este destaca que su accidente durante el Gran Premio de Singapur de 2008 se le obligó a accidentarse para favorecer así la estrategia de la escudería y de su compañero de equipo, Fernando Alonso, provocando la salida del auto de seguridad justo después de que Alonso saliera de boxes. Alonso partía desde parrilla en la 15.ª posición, acabando la carrera ganador con la maniobra antes mencionada.
En 2011, Symonds vuelve a la F1 como consultor de Marussia Virgin. Más tarde, una vez cumplida la suspensión de 5 años, pasó a ocupar el cargo de director técnico de la escudería, sustituyendo a Nick Wirth.
El 16 de julio de 2013, Pat Symonds anuncia su desvinculación inmediata de Marussia y seguidamente Williams Racing lo nombra nuevo director técnico en sustitución de Mike Coughlan.
El 21 de diciembre de 2016 se anuncia que dejaría Williams Racing, para ser sustituto por Paddy Lowe. Anunció que no tenía intención de volver a la F1. Actualmente trabaja para Sky Sports como analista técnico y comentarista de F1.